# Coursera
Coursera este un furnizor de cursuri online deschise la scară largă în Statele Unite ale Americii, fondat în 2012 de Andrew Ng și Daphne Koller, profesori de informatică la Universitatea Stanford. Coursera colaborează cu universități și alte organizații pentru a oferi cursuri online, certificate și diplome într-o varietate de subiecte. Până în 2021, aproximativ 150 de universități vor oferi peste 4.000 de cursuri Coursera.
Coursera oferă și cursuri postuniversitare în colaborare cu universități. De exemplu, platforma are un parteneriat cu HEC Paris pentru Executive Master în inovare și antreprenoriat. 100% online, acest program își propune să formeze manageri de top specializați în aceste două domenii în 18 luni. S-a deschis în martie 2017.